# Capitania de Caeté
A Capitania de Caeté foi uma capitania privada doada a Gaspar de Sousa por Filipe III de Portugal, em 1622, e confirmada a seu filho, Álvaro de Sousa em duas oportunidades (1634 e 1646). Localizada no Estado do Maranhão, entre os rios Caeté e Turiaçu, tendo sido incorporada à coroa em 1753. 

## História
A Capitania de Caeté foi criada no contexto da expansão territorial e administrativa do Brasil Colonial e do esforço de consolidação da ocupação portuguesa na Amazônia. 
Localizada próxima à Capitania do Grão-Pará, a capitania desempenhou um papel estratégico na defesa da fronteira norte do território colonial português. Sua sede, Vila Souza do Caeté, tornou-se um importante núcleo administrativo e econômico.
O contato dos europeus com a região do Caeté (do tupi caa+y+eté: "mato bom, verdadeiro, que tem água") remontam ao ano de 1613, período que era habitada pelos Tupinambás, provavelmente ocorrido em 08 de julho deste ano (há controvérsias em relação a exatidão da data), após a fundação do Maranhão, os franceses da viagem marítima de Daniel de La Touche (primeiros europeus a contatarem a região) partiram para a conquista francesa do território amazônico.
Posteriormente, iniciam-se os processos de ocupação europeia do território, o início da construção da capitania não foi fácil. Os indígenas foram consideravelmente aniquilados por diversos fatores como os conflitos ente franceses e holandeses, bem como pelas enfermidades trazidas pelos europeus. Os indígenas também foram levados para um lugar específico para exercerem trabalhos obrigatórios junto aos primeiros colonizadores. Em razão da redução significativa de operários indígenas, Gaspar de Souza renunciou o processo de povoamento da capitania.
Algum tempo depois, Álvaro de Souza (sucessor de Gaspar) construiu a Vila de Souza do Caeté. Posteriormente, ocorreu a fundação da aldeia de São João Batista, pelos missionários jesuítas que estavam à frente dos tupinambás do lado esquerdo do Caeté, na região onde se localiza hoje o bairro da Aldeia, especificamente o Cruzeiro da Aldeia, em Bragança.

## Assuadas
Entre 1736 e 1741, a Capitania de Caeté foi palco de uma série de revoltas e tumultos, marcados por tensões entre autoridades civis, militares, religiosas e indígenas, relacionados à jurisdição sobre o governo dos índios. O episódio de 1741, de maior intensidade e com forte caráter antijesuítico, destacou-se nesse contexto. Padres jesuítas como Bernardo Aguiar e Miguel Pereira, responsáveis pela administração temporal e espiritual dos aldeados conforme estabelecido pelo Regimento das Missões de 1686, foram identificados como os principais empecilhos ao uso dos serviços dos indígenas pelos moradores. Essa percepção fez com que eles se tornassem alvos centrais dos movimentos de oposição dentro da capitania.
As primeiras tensões surgiram em 1736, quando a transferência da câmara, igreja e residências da Vila Souza para as proximidades do Aldeamento de São João Baptista gerou atritos. A mudança, promovida pelo locotenente Manoel Ferreira da Silva e Albuquerque, que atuava em nome do capitão-donatário José de Melo e Souza, aproximou a vila da aldeia, acirrando os conflitos. Para os colonos, a proximidade dificultava o acesso à mão de obra indígena, já que os missionários, embora não se opusessem à escravização, restringiam a cessão de trabalhadores indígenas. Paralelamente, os aldeados interpretaram a mudança como uma ameaça à integridade de suas terras e modo de vida, o que é corroborado pelo parecer do conselheiro Rafael Pires Pardinho, de 1747 (Arquivo Histórico Ultramarino, Pará, Caixa 29, doc. 2747), que relatava o impacto negativo dessa proximidade.
Embora os eventos de 1736 e 1738 compartilhassem motivações semelhantes, foi em 1741 que os conflitos atingiram maior proporção. A disputa pela gestão da mão de obra indígena intensificou-se, consolidando-se como o principal ponto de tensão entre os diversos grupos sociais envolvidos.
A Sublevação do Caeté reflete as tensões e disputas que marcaram as relações de poder e trabalho no contexto amazônico do século XVIII. Esse levante evidencia as necessidades, descontentamentos e a organização social dos grupos amotinados, cujas ações, carregadas de rebeldia e protesto, exerceram impacto significativo na redefinição das políticas indigenistas e nas práticas relacionadas à escravidão indígena. Além disso, o movimento oferece um olhar sobre as dinâmicas de resistência e insatisfação que permeavam as revoltas na Amazônia setecentista, revelando as complexas interações entre diferentes grupos sociais em um cenário de intensas transformações políticas e econômicas.

## Fim da Capitania
Em 1753, a Capitania foi incorporada à Coroa e a Vila de Souza do Caeté foi reorganizada em Vila de Bragança, juntando a chamada Vila-que-Era e a Aldeia de São João Batista. A carta do Governador e Capitão-general do Estado do Grão-Pará e Maranhão, Francisco Xavier de Mendonça Furtado ao rei José I, enviada em 11 de outubro de 1753, é considerada um dos principais documentos nesse processo de constituição da Vila de Bragança.